# 로버트 M. 윌슨
로버트 M. 윌슨(Robert M. Wilson, 1880년 - 1963년) 혹은 우월순(禹越淳) 선교사는 한국에 온 미국 남장로교회 의료선교사이다. 미국 아칸소주 콜럼버스에서 태어나서 의료선교를 위해 1908년 한국에 왔다. 윌슨 선교사는 1948년 미국으로 영구 귀국했으며, 그의 청춘과 인생의 절반을 한국 근대 역사 가운데 가장 어려웠던 시절 1909년부터 1948년 (일본 강점기)까지 한국에 머물며 의료 선교와 한센 선교, 교육을 위해서 공헌하였다.

## 한센병 선교사역
전남 광주에 1908년에 와서 1905년 11월 20일 놀란 선교사가 세운 광주기독병원(당시 제중원)의 2대 원장으로 지냈다. 1909년부터 한센병 환자를 치료하면서 한국한센병원의 기초가 되었다. 또한 봉선리교회에서 목회사역도 하였다. 1912년 최흥종 소록도 한센병원에서 기증한 땅이 1,000평 이상으로 점점 많아지자 일반인들의 핍박이 시작되었다. 그래서 지금의 여수시 율촌면 신풍리에 새 보금자리를 마련하게 되면서, 광주 봉선리의 역사는 1928년에 그 대단원의 막을 내리게 되었다. 당시 나병환자 치료 시설을 열었던 윌슨을 도와 이들에게 희망과 사랑을 가르쳐 준 사람은 쉐핑 선교사(Ms. Elizabeth Shepping)였다. 1945년 광복 이후 미 군정청은 그를 소록도, 애양원 등 한센인 시설을 총괄하는 군정 자문관에 임명했고, 그의 아들 존 윌슨도 아버지의 사역을 이어 한국 땅에서 젊음을 불살랐다. 1948년 귀국 후 미국에서 신학공부로 목사 안수를 받기도 했던 로버트 윌슨은 1963년 버지니아주 리치먼드에서 83세를 일기로 사망했다.

## 학교 설립
윌슨 선교사는 병원, 교회에 이어 학교를 세워 글을 읽지 못하는 환자들이 읽고 쓸 수 있도록 가르쳤고, 그들의 자녀들에게 정규 교육을 실시했다. 이어 자활할 수 있도록 목공, 미장공, 제화공, 벽돌 제조공, 의료 기술 등을 습득할 수 있도록 교육했고, 자급자족할 수 있도록 농장을 개간했다. 교회 설립 1909년 첫해 신자는 6명이었으나, 1922년에 600명이 되었고, 1928년에는 800명이 넘게 되었다.

## 참고 문헌
차종순, 애양원과 손양원목사